# Whau Valley
Whau Valley est une banlieue de la ville de Whangarei, située dans la région de  Northland, dans l’Île du Nord de la Nouvelle-Zélande.

## Accès
La State Highway 1/S H1 passe à travers la ville .

## Toponymie
La vallée fut dénommée pour les arbres de type whau (en), qui poussaient ici dans les années 1850 .

## Population
La population était de 2 364 habitants lors du recensement de 2013 en Nouvelle-Zélande en diminution de 381 résidents par rapport à 2006 .

## Réserve d’eau
À l’extrémité des 4 km de long de la route de Whau Valley se trouve le principal réservoir pour alimenter la cité de Whangarei , créé par l’érection du barrage Whau Valley Earth Dam. 
Le réservoir fut empoissonné avec des truites arc-en-ciel et des truites brunes  , .

## Histoire
Certains des premiers colons dans ce qui était appelé  la Whauwhau Valley étaient William Hawken et sa famille, qui arrivèrent en 1859, et John MacDonald et sa famille en 1860.
La famille MacDonald faisait partie du groupe des personnes provenant de Nouvelle-Écosse, qui s’installèrent dans le secteur de Whangarei .

Du charbon fut découvert dans la vallée de Whauwhau dans les années 1860. 
Henry Walton et William Grahame prirent un bail de 99 ans sur ces terres et y développèrent une mine. 
Un tramway en bois fut construit à partir de cette mine, descendant vers le fleuve  Hātea et ainsi les wagons de charbon pouvaient être tirés par des chevaux pour être chargés dans les bateaux. 
La ligne de chemin de fer entre Kamo et Whangarei (en), ouverte en 1882, remplaça le tramway. 
Vers 1885, l’extraction du charbon de la  mines fut d’environ 45,359 tonnes.

## Éducation
- L’école de «Whau Valley School» est une école contribuant au primaire, allant des années 1 à 6, avec un taux de décile de 2 et un effectif de 212 élèves [8].
- L’école «St Francis Xavier School» de  Whangarei est une école catholique contribuant au primaire, allant des années 1 à 6, avec un taux de décile de 6 et un effectif de 438 élèves [9].
- L’école «Whangarei Adventist Christian School» est une école primaire, catholique, complète allant des années 1 à 8, avec un taux de décile de 4 et un effectif de 26 élèves [10].

Toutes ces écoles sont mixtes. St Francis Xavier et Whangarei Adventist schools sont des écoles intégrées au public.